# Lilla Gåsatjärnen
Lilla Gåsatjärnen är en sjö i Ovanåkers kommun i Hälsingland och ingår i Ljusnans huvudavrinningsområde.